# تپه قلعه سی ۲
تپه قلعه سی ۲ مربوط به دوران‌های تاریخی پس از اسلام است و در شهرستان بوئین‌زهرا، روستای آروچان واقع شده و این اثر در تاریخ ۲۵ اسفند ۱۳۷۹ با شمارهٔ ثبت ۳۱۵۷ به‌عنوان یکی از آثار ملی ایران به ثبت رسیده‌است.